# 板金立樹
板金 立樹（いたがね たつき、1987年4月17日 - ）は、三重県出身のサッカー指導者。

## 来歴
幼稚園でサッカーを始めた。「教員免許を取得できスポーツも総合的に学べる」という理由でびわこ成蹊スポーツ大学へ進学。サッカー部に所属し、大学卒業まで選手としてプレーした。2010年からは、同大学で6年間コーチを務めた。
2016年より、FC岐阜の新設されるポスト
の分析担当コーチに就任した。2020年12月26日、退任が発表された。
2021年3月より新潟県にある日本で唯一のサッカー専門学校である「JAPANサッカーカレッジ」に着任し、現在は指導者・アナリストの育成を行なっている。

## 所属クラブ
- びわこ成蹊スポーツ大学

## 指導歴
- 2010年 - 2015年 びわこ成蹊スポーツ大学サッカー部 コーチ
- 2016年 - 2020年  FC岐阜
  - 2016年 - 2017年 分析担当コーチ
  - 2018年 アシスタントコーチ[5]
  - 2018年 - 2020年 分析担当コーチ
- 2021年 - JAPANサッカーカレッジ